# Малотур'янський дендрологічний парк
Малотýр'янський дендропа́рк — дендрологічний парк місцевого значення в Україні. Розташований на околиці села Мала Тур'я Долинського району Івано-Франківської області. 
Площа парку 6,8 га. Створений 15 липня 1996 року на території Малотур'янського лісництва. 
Насадження — багаті за видовим складом дерева та чагарники цінних порід. Тут ростуть основні лісотвірні види регіону — ялиця європейська, смерека карпатська, дуб звичайний, дуб червоний, клен гостролистий, клен-явір, а також дерева-екзоти — береза карельська, сосна кедрова європейська, бархат амурський. Парк цінний як наукова, освітньо-виховна та рекреаційна установа. 
Охоронний знак встановлено Громадською організацією Туристичне товариство «Карпатські стежки» в 2013 році у співпраці з ДП «Вигодське лісове господарство» за сприяння «Фундації Rufford Foundation».

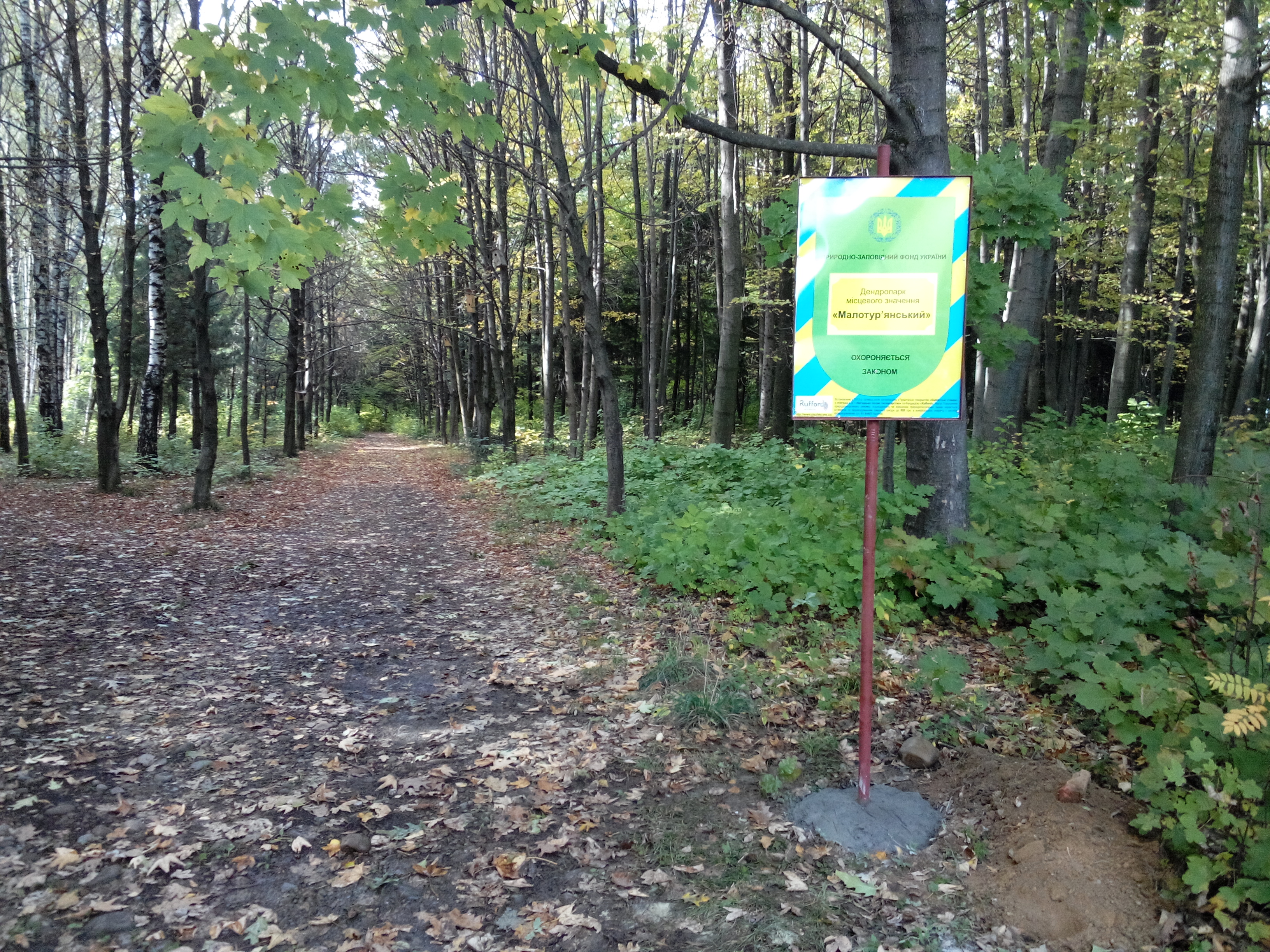
Охоронний аншлаг

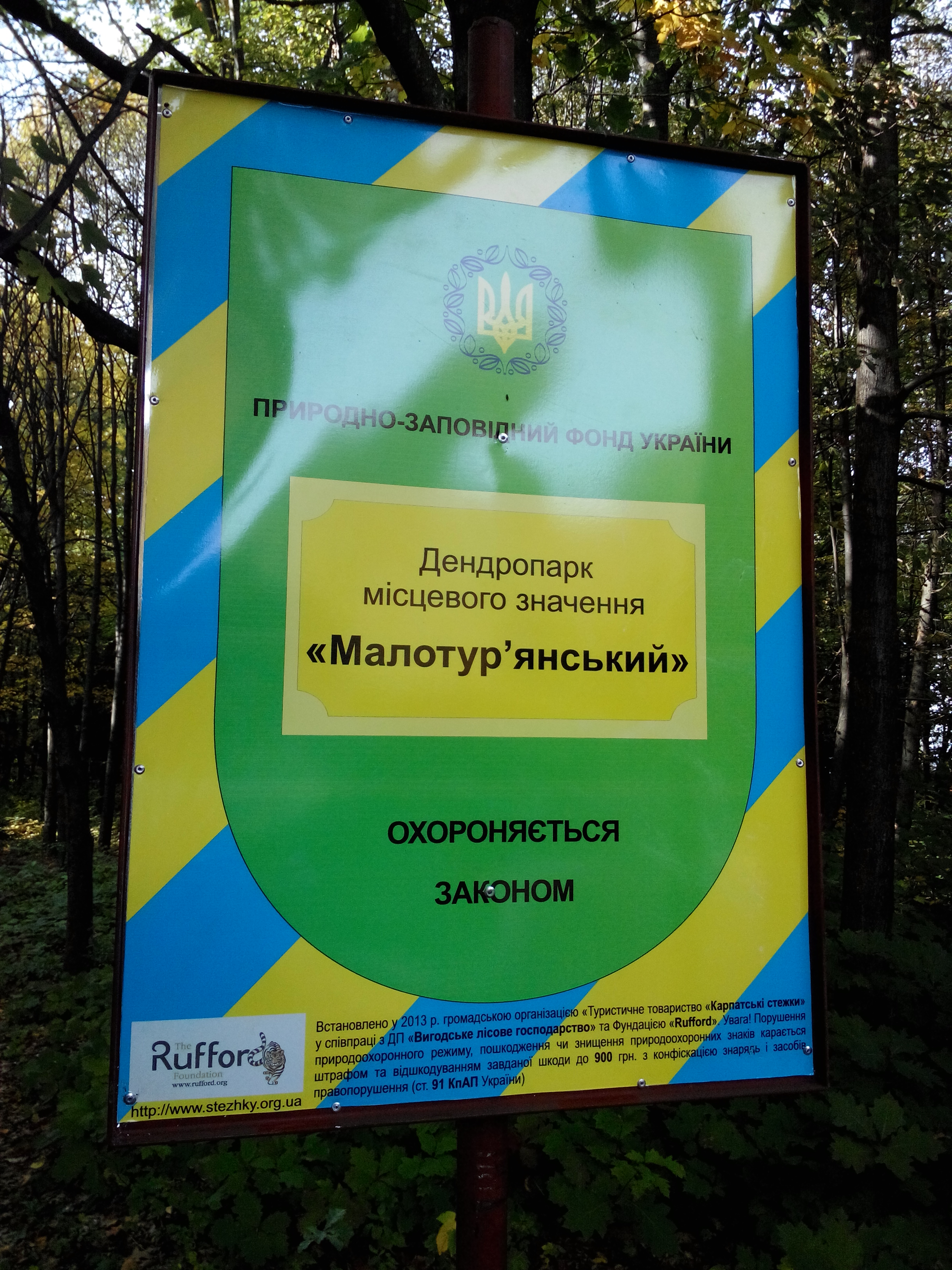
Охоронний аншлаг